# エバンス郡 (ジョージア州)
エバンス郡（エバンスぐん、英: Evans County）は、アメリカ合衆国ジョージア州の東部に位置する郡である。歴史的南部地帯のマグノリア・ミッドランズと呼ばれる地域に入っている。2010年国勢調査での人口は11,000人であり、2000年の10,495人から4.8%増加した。郡庁所在地はクラクストン市（人口2,746人）であり、同郡で人口最大の都市でもある。1914年8月11日、エバンス郡を創設するための法案がジョージア州議会で成立し、11月3日の住民投票で批准され、エバンス郡が正式に成立した。現在の郡庁舎は1923年に建設されたものである。1940年、郡では初の女性保安官を選んだ。1950年代と1960年代は、エバンス記念病院やクラクストン・エバンス郡空港が建設されて、新たな成長時代となった。
エバンス郡は北西にキャンドラー郡、北東にブロック郡、東にブライアン郡、南東にリバティ郡、南西にタットノール郡と接している。州内の海岸平原地帯にあり、堆積岩と赤および黄色の粘土層が多い。カヌーチー川が郡内を流れる主要河川である。総面積187平方マイル (484.3 km2) では州内159郡の第145位と小さい。人口密度は57人/平方マイル (22人/km²) であり、先祖でみた人口構成比ではアメリカ人とイギリス系が多く、続いてアフリカ系アメリカ人である。白人全体では人口の 61.69%、アフリカ系アメリカ人は 32.98%である。
エバンス郡の多様な経済の中でも製造業、教育、医療、社会サービスが多くを占めている。主要雇用主としては、カメリア医療リハビリテーション、クラクストン養鶏、ジョージア州矯正省、ネスミス・シボレー、パインウッド・クリスチャン・アカデミー、バルモント・ニューマークがある。消費税は7%であり、第一級71郡の中では第64位である。特定産業の資産については100%免税である。

## 郡名の由来
郡名は南軍の将軍クレメント・E・エバンスに因んで名付けられた。エバンスはスチュアート郡選出のジョージア州上院議員、南軍では准将、メソジスト教会の牧師、歴史家、著作家だった。

## 歴史

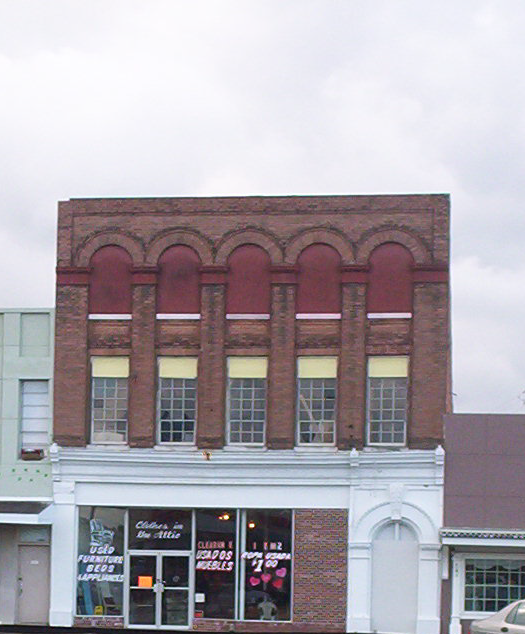
ホワイト・ビルディング、この3階建ての建物は1923年まで郡庁舎として使われた

1914年8月11日、ブロック郡とタットノール郡の一部を合わせて、エバンス郡を創設するための州憲法修正案がジョージア州議会で提案された。11月3日の州民投票では、賛成36,689票、反対9,789票で批准され、これがエバンス郡の正式な成立日となっている。
エバンス郡を創設した理由は幾つかあり、その中でも郡庁舎まで長い距離を行きたくないという願望、事務職を増やしたいこと、特にホテルや飲食業など地域に事業を誘致したいこと、さらに当時タットノール郡の郡庁所在地にいる少数の者が郡を支配しているという考え方があった。しかし誰もが新郡の創設に賛成という訳ではなかった。反対意見には、郡庁舎までの距離という問題は解決可能なこと、新しい仕事から得られる利益よりも税負担の法が重荷になることなどがあった。州憲法は1904年の修正で郡の数を145に制限していたので、憲法の修正によってエバンス郡が承認された。この修正を行うために、エバンス郡を創設するための新修正案が成立する必要があった。
エバンス郡の現郡庁舎は1923年に完成した。クラクストン市にあるこの庁舎は、建築家J・J・ボールドウィンが新古典復古様式で設計したものである。この庁舎が完成するまで、R・キング・ホワイトが建設した3階建て、手の込んだ建物であるホワイト・ビルディングで郡の仕事全てが行われていた。旧庁舎はベン・ダニエル夫人が購入した。夫のベン・ダニエルがその事務所としてこの建物を使った。
郡初の女性保安官はジョージー・メイ・デュレンス・ロジャーズであり、父のジェシー・C・デュレンス保安官が死亡した後に指名された。後の1940年6月24日、ジョージーは郡の選挙で正式に選ばれた。それから間もない7月に、キャンプ・スチュアート、後のフォート・スチュアートが設立された。これはアメリカ合衆国政府がエバンス郡を含む数郡の土地を購入した後のことだった。このキャンプの創設で推計1,500人の人が移動してきたとされている。
1950年代後半と1960年代は、特に医療と輸送の分野でエバンス郡経済が成長した時代だった。1958年からカーティス・ゴードン・ヘイムズ博士が、アメリカ国立衛生研究所の設立したエバンス郡心臓病研究所で研究を始めた。この研究は1995年まで続けられ、心臓病、遺伝学、癌などの分野で560の論文が公開された。1964年、連邦航空局がクラクストン市から北東に3マイル (5 km) の地点に空港を建設する場所を承認した。1967年12月7日、計画に20年間を要したエバンス記念病院が開設された。
1975年11月、クラクストン高校の教師B・G・ティッピンズが15人の生徒と共に、2人乗り複葉機「ミラー・リルのラスカル」を製作した。この飛行機はこの種の製作されたものとして唯一のものである。
2006年10月16日、エバンス郡の保安官部にジョージア州警察友愛会から防弾チョッキ7着が贈呈された。

## 地理

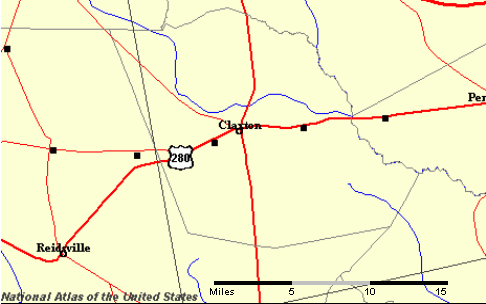
エバンス郡図、郡庁所在地のクラクストン市、主要道路、主要河川のカヌーチー川が表示されている

アメリカ合衆国国勢調査局に拠れば、郡域全面積は186.88平方マイル (484.0 km2)であり、このうち陸地184.92平方マイル (478.9 km2)、水域は1.96平方マイル (5.1 km2)で水域率は1.05%である。郡内を流れる主要河川はカヌーチー川であり、オギーチー川の支流である。
池も幾つかある。サイプレス池、ダイエス池、ビーズリー池、バーナード・スミス池、I・W・デローチ池、ビッグ・ビーズリー池、デローチ池である。その他の水域としては、ティッピンズ湖、グライス・クリーク、ビリー・フォーク・クリーク、シック・クリーク、ミル支流、バーナード・ミル、ロッキー支流、スコット・クリーク、シーダー・クリーク、ドライ・クリークがある。

### 地質と地形

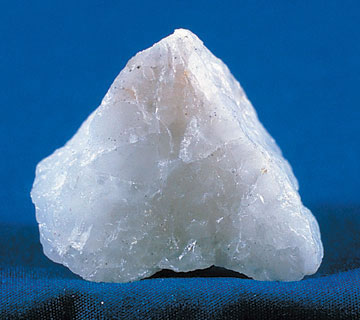
乳石英標本

地質的には堆積岩で多くが構成されるジョージア州海岸平原地帯に位置している。海岸平原は滝線によってピードモント台地と分けられている。滝線は州東部のオーガスタ市から、南西のメイコン市とコロンバス市を通り、西のアラバマ州モンゴメリーに抜けている。
堆積岩ばかりではなく、おおくは薄い砂の層と、赤と黄色の粘土層で覆われている。オフーピ川沿いのタットノール郡と同様、カヌーチー川に沿ったエバンス郡の砂は、中程度から粗い粒の白石英である。ブル・クリーク上の鉄道に沿った土地約50エーカー (0.2 km2) の中程度粒の砂は利用できる。カヌーチー川沿いにある純白の砂は瓶のガラスにすることができるが、採掘費用が高い。

### 植物相と動物相

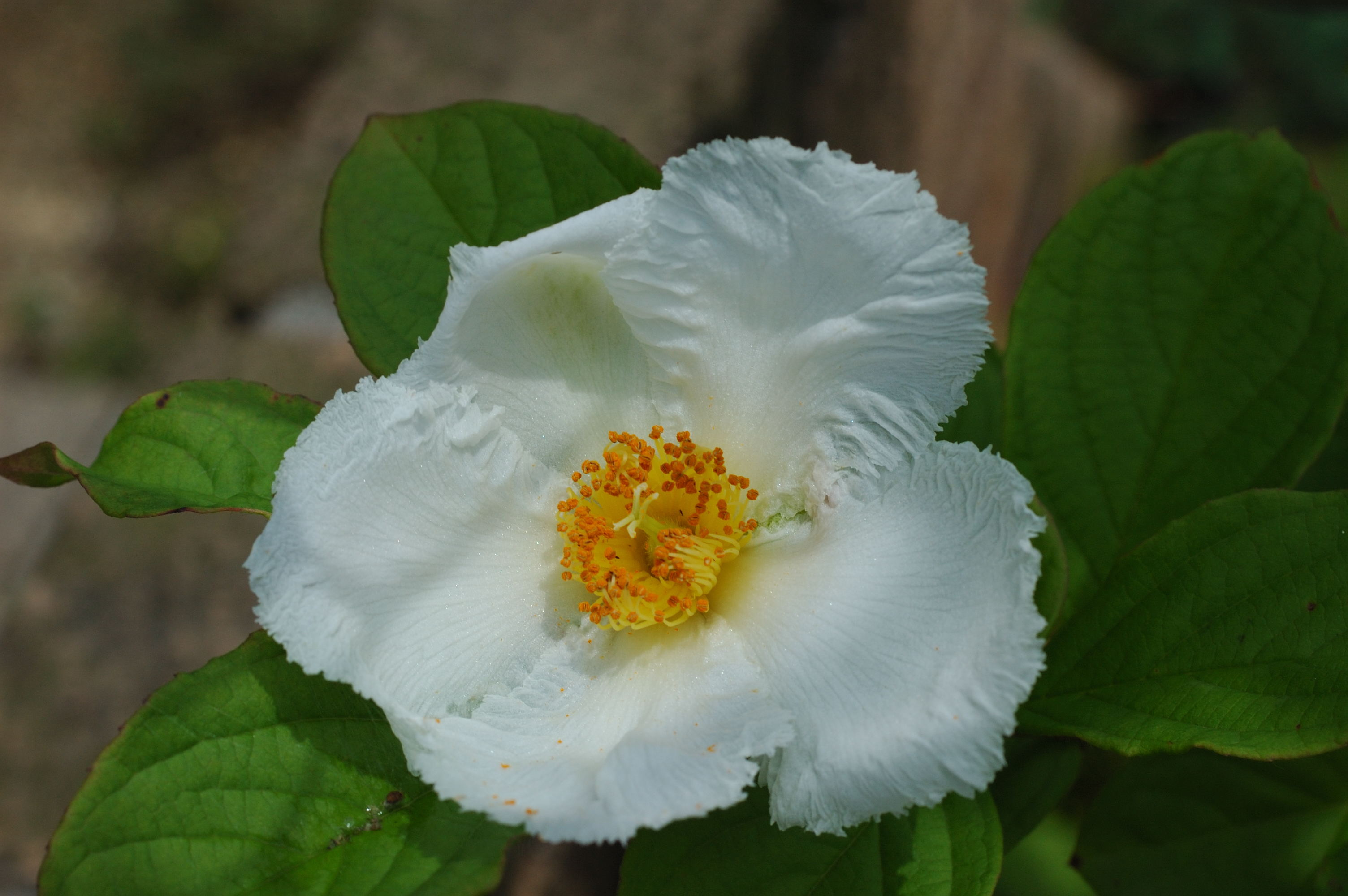
スチュワーシャ・シュードカメリア（ツバキ）

郡内には植物も動物も保護種がいる。植物種ではジョージアプルーム、サラセニア・フラバ、サラセニア・マイナー、イワブクロ、スチュワーシャ、ロブロリー・ベイ、スウィートベイがある。その他、パープル・ハニカムヘッド、ラージステム・モーニンググロリー、フューフラワー・ゲイフェザー、ポンドスパイス、ボイキン・ロベリア、ハチドリバナ、などがある。保護動物としてはアカボウキツツキ、インディゴヘビ、バックマンスズメ、キボシイシガメ、セイズスパイクテイル、ミナミハクトウワシがいる。

### 気候
エバンス郡は温暖湿潤気候にあり、平均気温は1月で49.8°F (9.9 ℃) 、7月で82.7°F (28.2 ℃) と温暖な気候である。年間降水量は48インチ (1,219 mm) である。標高の最低地点は65フィート (20 m) 、最高地点は228フィート (69 m) である。竜巻の発生数では全国平均の1.4分の1である。1950年から2004年までに被害が出た竜巻は2回のみであり、1974年3月29日の竜巻はカテゴリー1で、5千ドルないし5万ドルの被害を出した。

## 交通

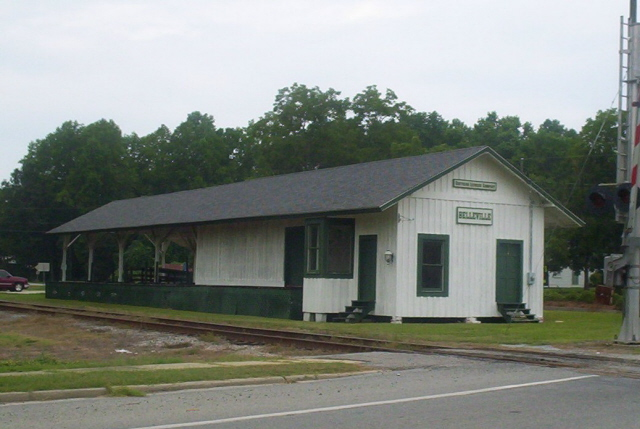
ベルビルの鉄道駅

エバンス郡の交通はジョージア州政府に属する執行機関であるジョージア州交通省が監督している。郡内を通る主要道はアメリカ国道25号線、同280号線、同301号線である。ジョージア州道としては30号線、73号線、129号線、169号線、292号線がある。ジョージア中央鉄道が製造業顧客のために輸送を担当している。
空港はクラクストン・エバンス郡空港がある。1971年にクラクストン市から北東に3マイル (5 km) の地点に連邦航空局が空港を建設することを承認した。現在クラクストン市が運営している。5,000フィート (1,500 m) の滑走路、ハンガー、操縦制御灯、進入角指示灯が備えられている。空港の標高は112フィート (34.1 m) である。

### 主要高規格道路

#### アメリカ国道
- アメリカ国道25号線
- アメリカ国道280号線
- アメリカ国道301号線

#### ジョージア州道
- ジョージア州道30号線
- ジョージア州道73号線
- ジョージア州道129号線
- ジョージア州道169号線
- ジョージア州道169号線支線
- ジョージア州道292号線

## 人口動態
以下は2000年の国勢調査による人口統計データである。
| 基礎データ - 人口: 10,495人 - 世帯数: 3,778 世帯 - 家族数: 2,678 家族 - 人口密度: 22人/km2（57人/mi2） - 住居数: 4,381軒 - 住居密度: 9軒/km2（24軒/mi2） 人種別人口構成 - 白人: 61.69% - アフリカン・アメリカン: 32.98% - ネイティブ・アメリカン: 0.18% - アジア人: 0.31% - 太平洋諸島系: 0.03% - その他の人種: 4.23% - 混血: 0.58% - ヒスパニック・ラテン系: 5.96% | 年齢別人口構成 - 18歳未満: 27.5% - 18-24歳: 10.2% - 25-44歳: 29.0% - 45-64歳: 20.7% - 65歳以上: 12.6% - 年齢の中央値: 34歳 - 性比（女性100人あたり男性の人口） - 総人口: 94.6 - 18歳以上: 89.1 世帯と家族（対世帯数） - 18歳未満の子供がいる: 34.9% - 結婚・同居している夫婦: 49.0% - 未婚・離婚・死別女性が世帯主: 16.4% - 非家族世帯: 29.1% - 単身世帯: 25.0% - 65歳以上の老人1人暮らし: 9.9% - 平均構成人数 - 世帯: 2.62人 - 家族: 3.10人 | 収入と家計 - 収入の中央値 - 世帯: 25,447米ドル - 家族: 31,074米ドル - 性別 - 男性: 26,959米ドル - 女性: 17,587米ドル - 人口1人あたり収入: 12,758米ドル - 貧困線以下 - 対人口: 27.0% - 対家族数: 23.1% - 18歳未満: 36.2% - 65歳以上: 23.6% |

### 宗教
エバンス郡住民は大半がプロテスタントである。ジョージア州やアメリカ合衆国南部の他地域と同様にプロテスタントの遺産を継承している。宗派別の構成比は次のようになっている。
- プロテスタント: 87%
  - 南部バプテスト連盟: 45%
  - ユナイテッド・メソジスト教会: 36%
  - プログレッシブ・プリミティブ・バプテスト: 6%
- その他の宗教: 7%
- カトリック: 6%

2002年時点で信徒数の多い宗派は南部バプテスト連盟の2,043人、続いてユナイテッド・メソジスト教会の1,620人、カトリック教徒の286人だった。

## 都市と町
| 画像 | 市名         | 設立年    | 面積                     | 標高                | 人口    | 備考       |
| ---- | ------------ | --------- | ------------------------ | ------------------- | ------- | ---------- |
|      | ベルビル     | 1890年    | 1 平方マイル (2.5 km2)   | 184 フィート (56 m) | 123人   |            |
|      | クラクストン | 1890年5月 | 1.6 平方マイル (4.0 km2) | 184 フィート (56 m) | 2,746人 | 郡庁所在地 |
|      | デイジー     | 1890年    | 1 平方マイル (2.7 km2)   | 151 フィート (46 m) | 129人   |            |
|      | ヘイガン     | 1890年    | 2.2 平方マイル (5.7 km2) | 190 フィート (58 m) | 996人   |            |

## 経済

### 農業と製造業

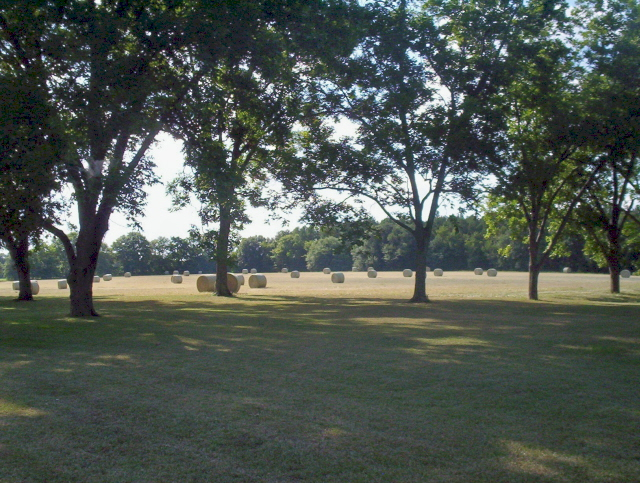
クラクストン市郊外のペカン果樹園の側にある干し草の束

エバンス郡の経済は多様であり、製造業、教育、医療、社会のサービス業、小売業があり、建設業は最大雇用主になっている。クラクストン・エバンス郡産業団地が強力な製造業の中心であり、コンクリート柱の製造は金属のメッキを行っている。主要雇用主としては、カメリア医療リハビリテーション、クラクストン養鶏、ジョージア州矯正省、グレンビュー・ナーシングホーム、JGIインコーポレイテッド・ギャラクシー・フードセンター、マクドナルドのレストラン、ネスミス・シボレー、パインウッド・クリスチャン・アカデミー、バルモント・ニューマークがある。
都市の郊外では、農業が重要であり、トウモロコシと綿花が主要作物である。その他に大豆、小麦と野菜が栽培され、果樹園もある。食品産業が郡民の働く場となっている。

### 地方税
エバンス郡の消費税は州税分4%、地方オプションの1％、特殊目的1％、教育1％を合わせ7％になっている。州内第一級71郡の中では第64位である。クラクストン市とエバンス郡は特定産業の資産について100%免税である。

## 文化

### 郡民

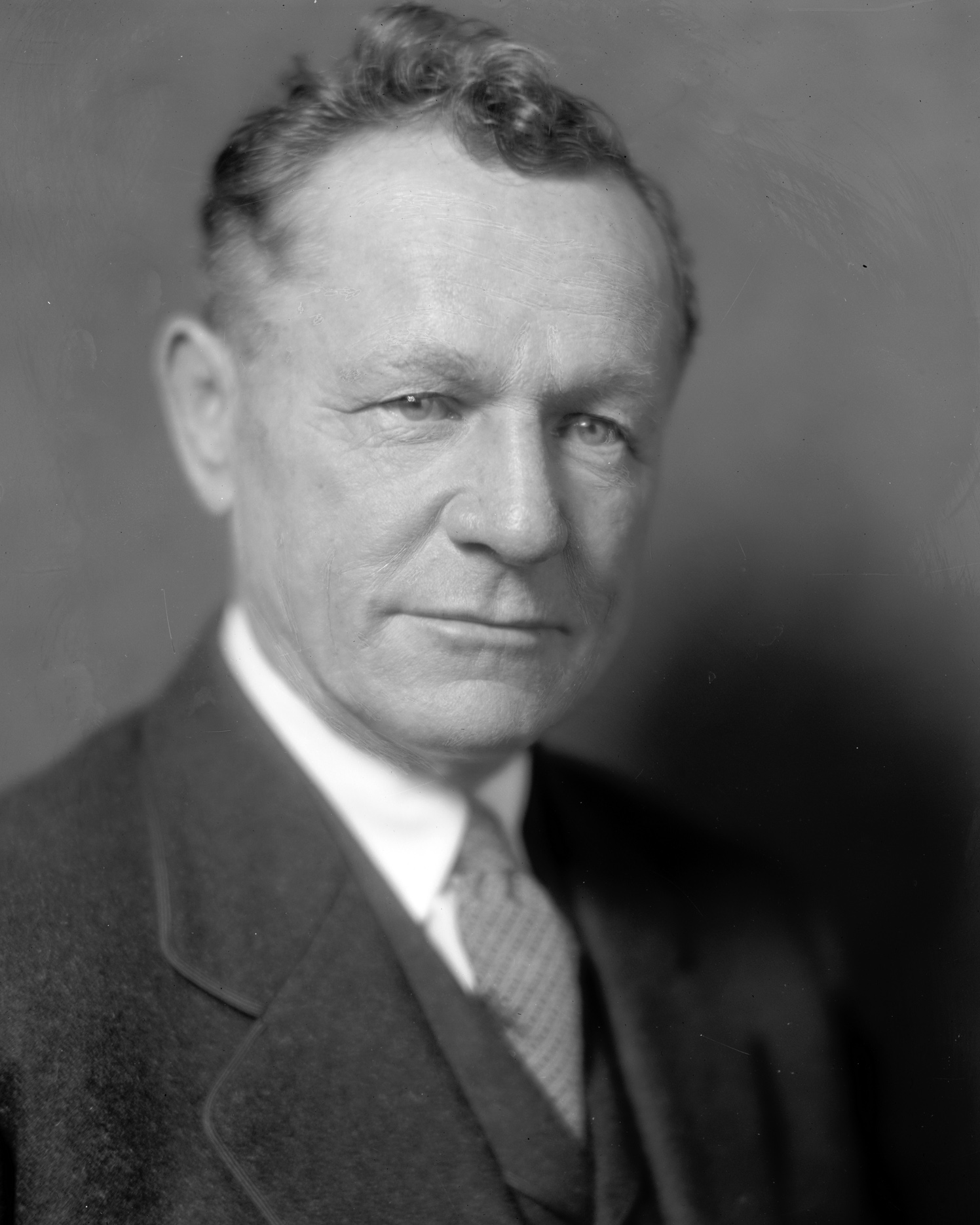
ウィリアム・ワシントン・ラーセン、ヘイガン出身のアメリカ合衆国下院議員

エバンス郡には多様な民族出身の人々がいる。その中には白人、アフリカ系アメリカ人、インディアン、アジア系アメリカ人、太平洋諸島出身者、ヒスパニック系がいる。外国生まれではメキシコ系が圧倒的に多く、続いてフィリピン系、ガテマラ系、日系人、インド系、ドイツ系、イギリス系、アイルランド系、スコットランド・アイルランド系、フランス系、イタリア系と多様である。これら出身民族の多様性が郡の性格を作ってきた。

#### 著名な出身者
ジョセフ・ケネディはクラクストン市で生まれ、州上院議員となり、上院議長代行を務めた。アルバート・パーカーはクラクストン・ベイカリーで、アイラ・S・ウォンブル・シニアはジョージア・フルーツケーキ社でクラクストン市とエバンス郡を有名にした。郡出身者のカーサ・ディーク・デローチは連邦捜査局に入り、J・エドガー・フーバーと仕事をした。カーティス・ゴードン・ヘイムズ博士は心臓病の革新的な研究を行った。デイジー出身のチャールズ・ゴードン・エドワーズと、ヘイガン出身のウィリアム・ワシントン・ラーセンはアメリカ合衆国下院議員になった。

### 慣習

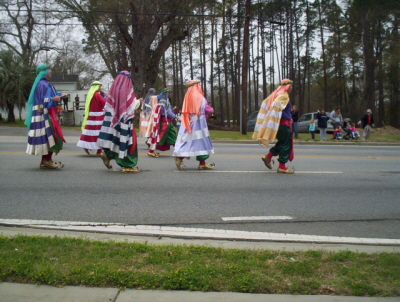
毎年クラクストン市で開催されるラトルスネーク・ラウンダップ・パレードに参加するシュライナー

エバンス郡では1968年から毎年3月第2週の週末にラトルスネーク・ラウンダップを開催しており、次第に盛大になって、クラクストン市内から2001年には郊外に場所を移した。祭そのものが変化しており、名称もクラクストン・ラトルスネークとワイルドライフ祭に変わった。より近年ではクルージング・イン・ザ・カントリー・バイクライドがユールタイド・ライドとして1995年に始まった。この行事は翌年、12月から11月開催に変更され、全長65マイル (105 km) のルートを含むように拡大された。間もなくこのルートは完全なセンチュリー・ライド（100マイルレース）になった。その他の行事として、毎年1月に開催されるマーティン・ルーサー・キング・デーのパレード、12月第1土曜日に開催されるクリスマス・イン・クラクストン、リチー・アリーナでのバレル・レーシング、毎月第1土曜日にロングニードル・ファーム・トラックとトラクター・プルで開催されるトラクター・プルがある。

### 料理

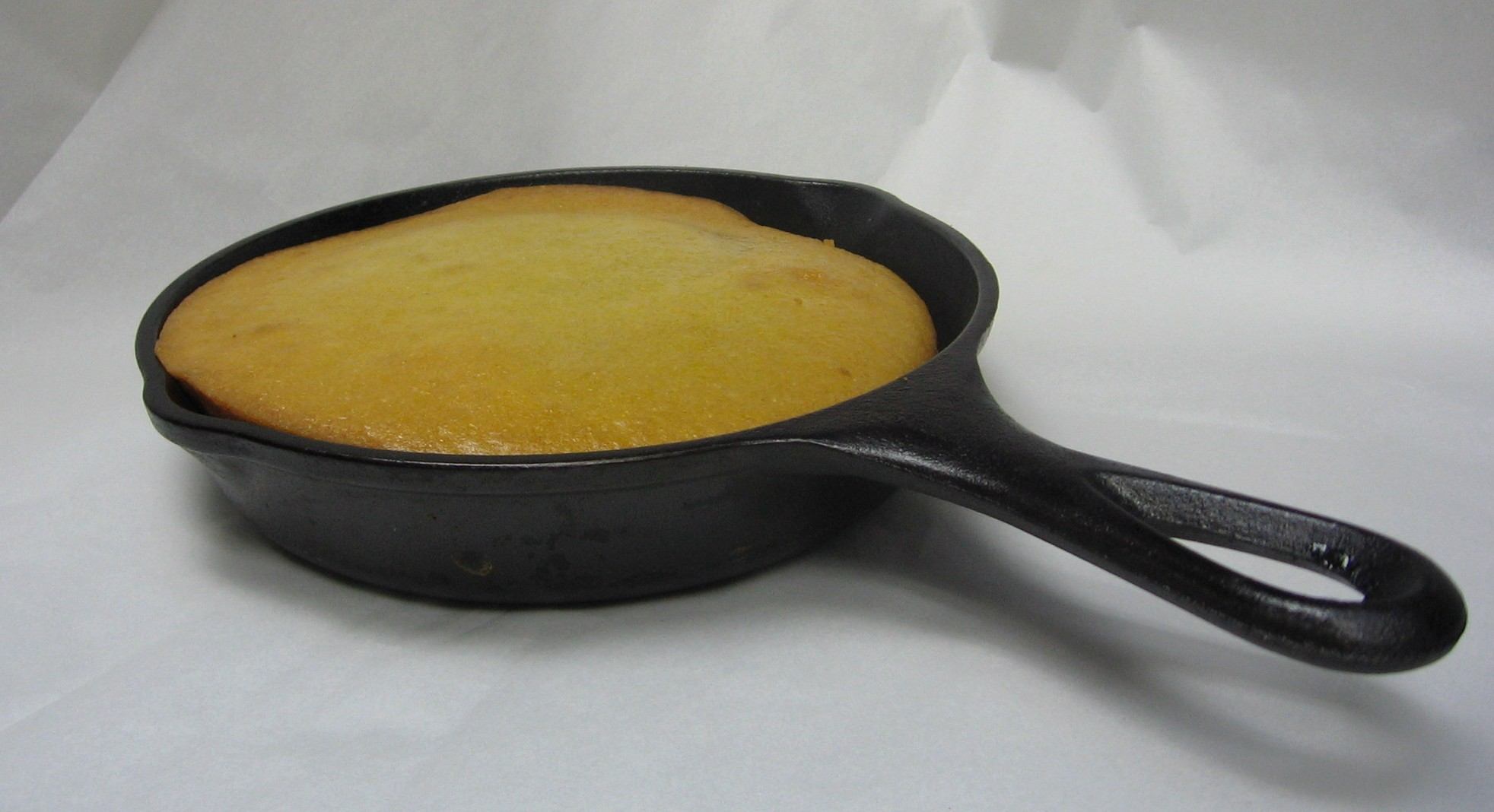
小鍋炒りコーンブレッド

エバンス郡の料理には、シーフード、コーン・オン・ザ・コブやチキンとダンプリングから、ブランズウィック・シチュー、フライドチキン、コーンブレッドまで多様である。その他ペカン、モモ、ピーナッツも親しまれている。民族的な多様さもあって、メキシコ料理や中国料理のレストランもある。

### 建築
郡内の多くの建物や家屋がアメリカ合衆国国家歴史登録財に指定されている。クラクストン市では、ジェイムズ・W・ダニエル博士邸、エバンス郡庁舎、ミッチェル・J・グリーンのプランテーションがある。ヘイガンには、ジョージ・W・デローチ邸がある。キャンプ・オリバーでは、グリッサム・リマー・ストアがある。その他にデイジー郵便局とベルビルの駅舎もある。

## インフラ

### 医療

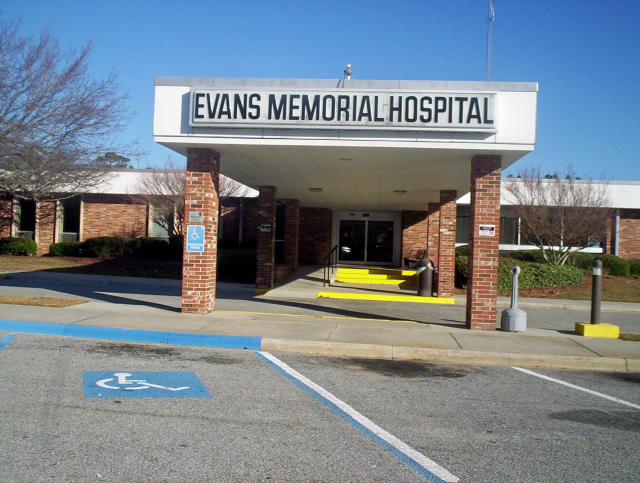
クラクストン市エバンス郡記念病院の側面入り口S

郡内にはエバンス郡記念病院、ジャック・ストリックランド・リハビリテーション福祉センター 、ノーススプリング生活支援、グリフィン・ハウス、カメリア医療リハビリテーションセンター、エバンス郡医療部と医療・福祉相談所などの医療施設がある。郡内に12人の医師、2人の歯科医、2人の薬剤師がいる。

### エネルギー利用と生産
エバンス郡の発電と消費は多様な手段を通じて行われている。天然ガスも大量に利用できる。郡内で毎日269,420 ガロン (1,020 m3) の水を消費しており、浄水能力は1日 3,720,000 ガロン (14,000 m3) である。貯水能力は70万ガロン (2,650 m3) である。エネルギーの生産と消費はクラクストン・エバンス郡産業団地を通じて行われている。

## 教育

### 公共教育学区
エバンス郡の公共教育はエバンス郡教育学区が管轄している。
全ての学校はカレッジ・学校南部協会とジョージア州認定委員会によって認定されている。児童生徒数1,888人、教師数122人、生徒対教師比率は15対1である。クラクストンの各小・中・高校、合計3校がある。

### 私立学校
ベルビル市に共学の私立学校パインウッド・クリスチャン・アカデミーがある。1970年に設立され、生徒数は185人、登校日は年間180日、1日7時間の授業となっている。

## 法と政府

### 郡政府

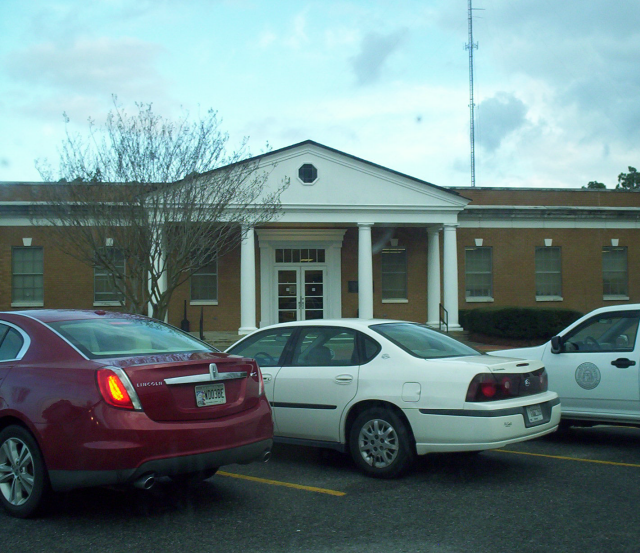
クラクストン市に郡庁舎別館

郡政府は憲法で規定する政体であり、憲法で権限を与えられている。エバンス郡は郡政委員会があり、保安官、税務委員、裁判所事務官がいる。

郡政委員会は6人の委員で構成され、委員は選挙で選ばれる。委員会は互選で議長を選出する。委員会は立法と行政の両方を担当する。財務計画を担当し、郡政府役人の給与を支払う。
税務委員は納税申告書の受領、課税記録の維持、税金徴収と州と地方政府に対する資金支払いを担当する。
裁判所事務官は裁判所の事務が任務であり、裁判記録の維持と資産登録の監督を行う。

### 警察と救急サービス
保安官は法の執行を通じて郡内の治安を維持する。保安官は8人の警官、4人の副官と4人の派遣員の補助を受けている。
消防署と救急サービスはクラクストン市にあり、消防署には消防署長と4人の派遣員、21人のボランティア職員がいる。救急サービスはエバンス郡救急サービスが担当しており、7人の常勤職員と4人の非常勤雇員がいる。
エバンス郡はジョージア州議会上院下院の第4選挙区に属している。アメリカ合衆国下院議員では、第12選挙区に属している。

## メディア
「ザ・クラクストン・エンタープライズ」がクラクストン市で発行される週刊紙である。1912年12月4日に発刊された。
ラジオ局はAM局が1つ、FM局も1つある。

## スポーツとレクリエーション
郡内のスポーツにはクラクストン高校運動プログラムとパインウッド・クリスチャン・アカデミー運動プログラムがある。どちらの学校もアメリカンフットボール、野球、バスケットボール、陸上競技、ソフトボール、テニスを行っている。クラクストン高校ではゴルフも行っている。
郡内にはレクリエーションのためにある公共地域が幾つかある。エバンス郡公共釣り地域はクラクストン市にあり、8エーカー (32,000 m2)、30エーカー (120,000 m2)、84エーカー (336,000 m2) の湖とキャンプ場がある。家族連れには湖畔でのピクニックや屋外授業も可能である。公園は、クラクストン市のベーコン・フォード公園と高齢者公園がある。ヘイガン市にはマギー・メイ・ルイス子供公園とブラドリー記念公園がある。
その他にエバンス・ハイツゴルフクラブがある。このコースは1970年にドン・コットル・ジュニアが設計し、バミューダ・グラスが張られている。コースの全長は6,514ヤード (5,860 m) である。